# 주상절리

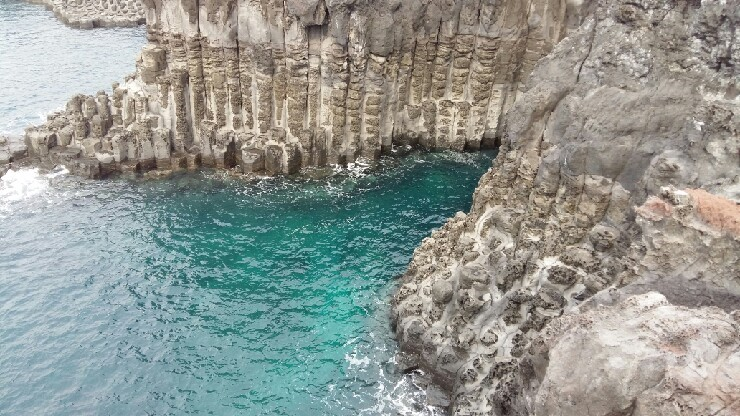
제주도의 주상절리

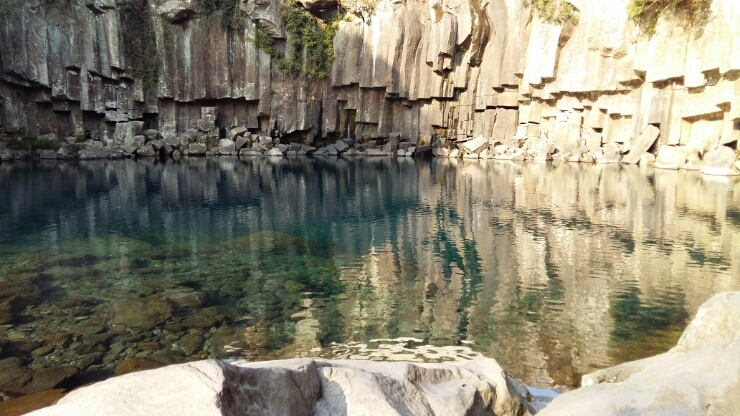
제주도의 주상절리와 호수

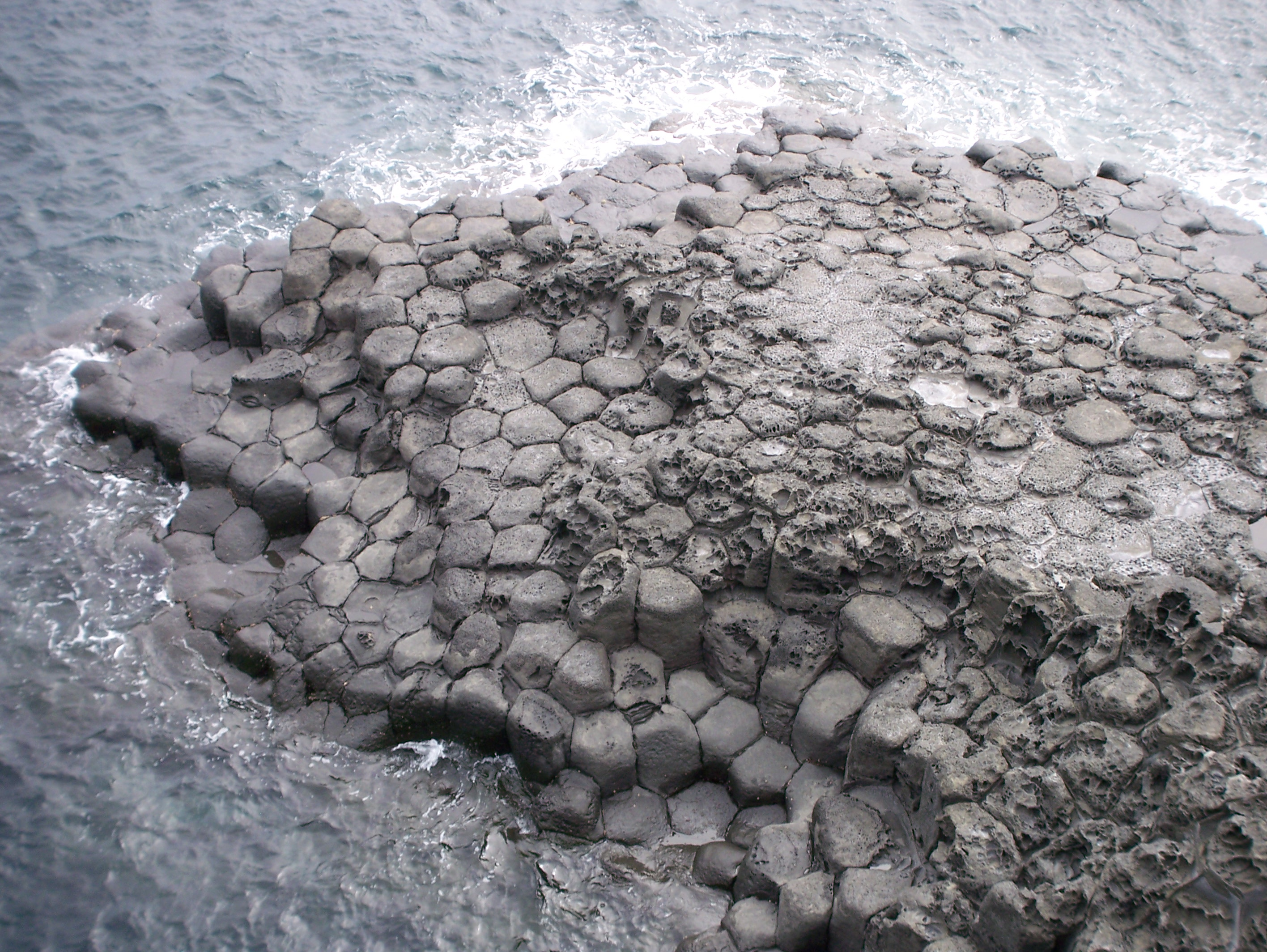
주상절리

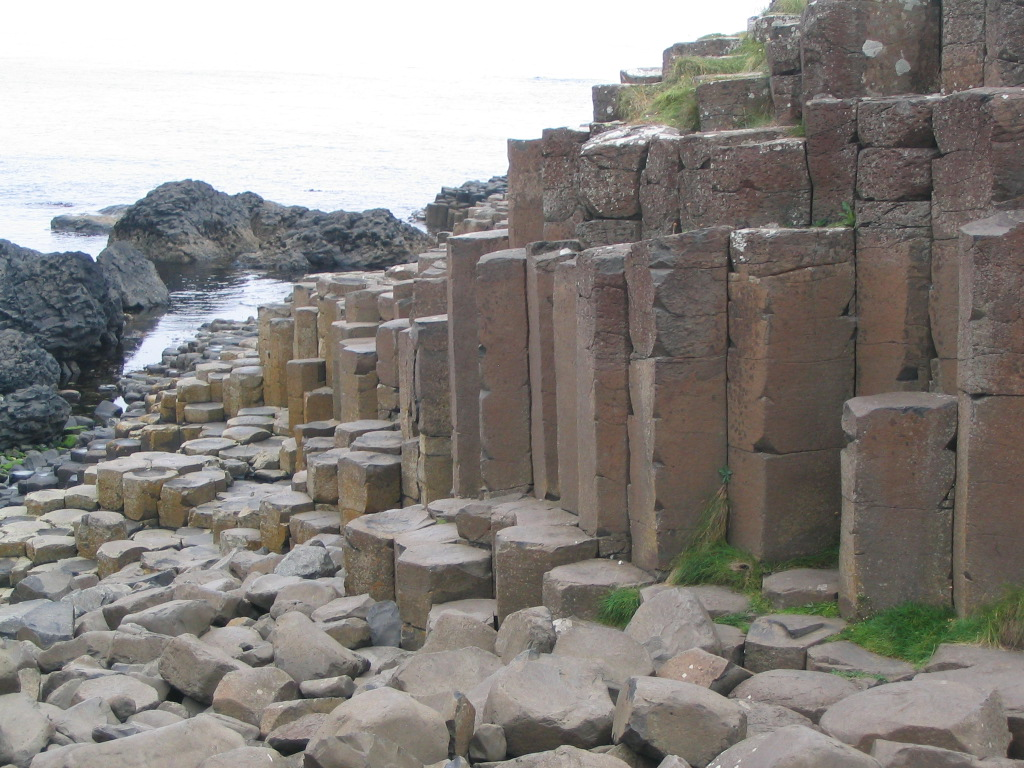
북아일랜드의 주상절리 자이언트 코즈웨이(Giant's Causeway)

주상절리(柱狀節理)는 용암이 급격하게 식어서 굳을 때 육각기둥 모양으로 굳어져 생긴 지형이다.

## 개요
주상절리는 용암이 식으면서 기둥 모양으로 굳은 것인데, 기둥의 단면은 4각~6각형으로 다양한 모습을 보인다. 유동성 관계로 큰 현무암질 용암류가 급격히 냉각되면 큰 부피변화와 함께 수축하게 된다. 이때 용암이 식으면서 최소한의 변의 길이와 최대의 넓이를 가지는 "육각기둥"의 모양으로 굳는 경향을 보인다. (원은 선의 길이를 가장 효율적으로 사용하여 같은 길이 대비, 다른 도형보다 넓이가 크지만 원으로는 빈틈 없이 조밀한 구조를 생성할 수 없다.) 수축이 진행되면서, 냉각중인 용암표면에서 수축이 일어나는 중심점들이 생기게 된다. 이런 지점들이 고르게 분포하면서, 그 점을 중심으로 냉각과 수축이 진행되면 다각형의 규칙적인 균열이 생기게 된다. 이러한 균열들이 수직으로 발달하여 현무암층은 수천 개의 기둥으로 나뉘게 되었다. 이들은 용암의 두께, 냉각 속도 등에 따라 높이 수십 m, 지름 수십 cm의 다양한 모습으로 발달하게 된다고 한다

## 같이 보기
- 포항 달전리 주상절리 - 대한민국 천연기념물 415호
- 제주 중문·대포 해안 주상절리대 - 대한민국의 천연기념물 443호
- 무등산 주상절리대 - 대한민국의 천연기념물 제465호
- 경주 양남 주상절리군 - 대한민국의 천연기념물 제536호
- 강동화암주상절리 - 울산광역시 시도기념물 제42호
- 세계의 주상절리 목록(영어)